# Doris Gontersweiler-Vetterli
Doris Elisabeth Gontersweiler-Vetterli (Zürich, 21 augustus 1933) was een Zwitserse zwemster. Zij nam deel aan de Olympische Zomerspelen van 1948, de Olympische Zomerspelen van 1952 en de Olympische Zomerspelen van 1960.

## Biografie
Doris Gontersweiler-Vetterli was de echtgenote van moderne vijfkamper Werner Vetterli, die eveneens deelnam aan de Olympische Zomerspelen van 1952 en 1960.

## Belangrijkste resultaten

### Olympische Zomerspelen
| Jaar | Plaats   | Discipline | Onderdeel         | Resultaat                                |
| ---- | -------- | ---------- | ----------------- | ---------------------------------------- |
| 1948 | Londen   | zwemmen    | 100 m rugslag (v) | eerste ronde (vijfde in de tweede reeks) |
| 1952 | Helsinki | zwemmen    | 100 m rugslag (v) | 20e                                      |
| 1960 | Rome     | zwemmen    | 100 m rugslag (v) | 25e                                      |